# California Republican Assembly
Die California Republican Assembly (CRA) ist eine Gruppe konservativer Republikaner im US-Bundesstaat Kalifornien, die als Lobbyisten am rechten Rand des politischen Spektrums gelten.
Sie entstand in den 1930er Jahren in Opposition zu Earl Warren, dem damaligen Gouverneur von Kalifornien, der nach Ansicht der Gründer der CRA zu liberal war und den Demokraten nahestand; aus diesem Grund wollte man erreichen, dass er keine Unterstützung von konservativer Seite erhält. Im Jahr 1964 unterstützte die CRA die Präsidentschaftsbewerbung von Barry Goldwater und verhalf ihm zur Nominierung auf der Republican National Convention in San Francisco. Im gleichen Jahr unterstützte die CRA George Murphy, einen früheren Filmschauspieler und engen Freund von Ronald Reagan, bei der Wahl in den US-Senat, bevor sie 1966 Ronald Reagan selbst bei seiner Wahl zum Gouverneur von Kalifornien zur Seite stand.
Die Gruppe beansprucht einen großen Anteil an der sogenannten Reagan Revolution für sich, das heißt den politischen Veränderungen unter der Präsidentschaft von Ronald Reagan. Im Gegensatz zu anderen konservativen Gruppierungen erhebt sie keinerlei Anspruch auf Überparteilichkeit, gemäß ihrer Satzung dürfen ausschließlich republikanische Kandidaten unterstützt werden. Ihr einziges Ziel ist dabei die Einflussnahme auf die Republikanische Partei im Sinne einer konservativen Politik. Sie tritt insbesondere gegen die Abtreibung und für klassische Werte wie Familie ein und unterstützt eine Regierungspolitik zur Senkung von Steuern und den Abbau staatlicher Regulierung. In den 1990er Jahren gründete sie einen nationalen Ableger, die National Federation of Republican Assemblies, der mittlerweile in ungefähr 40 Bundesstaaten auftritt.
Die Mitglieder der CRA dominieren die Republikanische Partei des Staates Kalifornien und viele der ihr angeschlossenen regionalen Organisationen. Kritiker, auch in republikanischen Kreisen, halten ihr vor, dass seit Beginn ihrer Dominanz innerhalb der Republikanischen Partei kein Republikaner ein Amt im Bundesstaat Kalifornien gewinnen konnte; dies galt jedenfalls bis zum Sieg von Arnold Schwarzenegger bei den Neuwahlen für das Gouverneursamt im Jahr 2003, den er allerdings ohne die Hilfe der CRA erreichte, weil diese Tom McClintock, den am Ende Drittplatzierten, unterstützte. Nach Auffassung dieser Kritiker ist das Programm viel zu konservativ, als dass es jemals im gesamten Staat Kalifornien mehrheitsfähig sein könnte; solange die CRA ihre Positionen nicht aufgäbe, wären die Republikaner dort ständig in der Minderheit. Die Mitglieder der CRA halten dem entgegen, dass ohne ihre Einflussnahme die Republikanische Partei in Kalifornien sich den Demokraten zu stark annähern würde und somit insbesondere für die konservativen Wähler praktisch keine echten Wahlalternativen mehr zur Verfügung stünden.